# Menil (Lierneux)
Menil parfois orthographié Ménil est un hameau de la commune de Lierneux au sud de la province de Liège en Région wallonne (Belgique).
Avant la fusion des communes, Menil faisait partie de la commune d'Arbrefontaine.

## Situation
Situé à moins d'un kilomètre au sud d'Arbrefontaine, ce hameau ardennais se trouve le long et à proximité de la route nationale 822 Manhay-Lierneux-Vielsalm. Il avoisine le hameau de Gernechamps situé plus à l'ouest.